# Hovedbibliotek
Et hovedbibliotek er det vigtigste folkebibliotek i en kommune, der har flere biblioteker. Hovedbiblioteket vil som regel være centralt placeret.